# Арбаіген
Арбаіге́н (каз. Арбаиген) — село у складі Щербактинського району Павлодарської області Казахстану. Входить до складу Галкинського сільського округу.
Населення — 203 особи (2021; 390 у 2009, 450 у 1999, 450 у 1989).
Національний склад станом на 1989 рік:
- казахи — 100 %

До 2020 року село називалось Арбігень.